# Safranal
Safranal ist der Hauptaromastoff des Safrans. Es handelt sich um einen monocyclischen Monoterpen-Aldehyd aus der Stoffgruppe der Apocarotinoide, der aus dem Safranglucosid Picrocrocin entsteht. Safran enthält außerdem den isomeren 2,6,6-Trimethyl-1,4-cyclohexadien-1-carbaldehyd.

## Darstellung
Safranal kann aus Citral hergestellt werden.

## Gewinnung
Aus Crocus sativus, dessen Narben zu Safran verarbeitet werden, kann Safranöl gewonnen werden, das Safranal enthält.